# Poésie officielle
Une poésie officielle est une poésie commanditée par un État.
Il y eut la poésie de cour choisie par un roi. En l'occurrence la poésie de la cour de Louis XIV était la poésie classique dont les règles furent résumées par Boileau dans L'Art poétique.